# Stadtbefestigung Weiden in der Oberpfalz

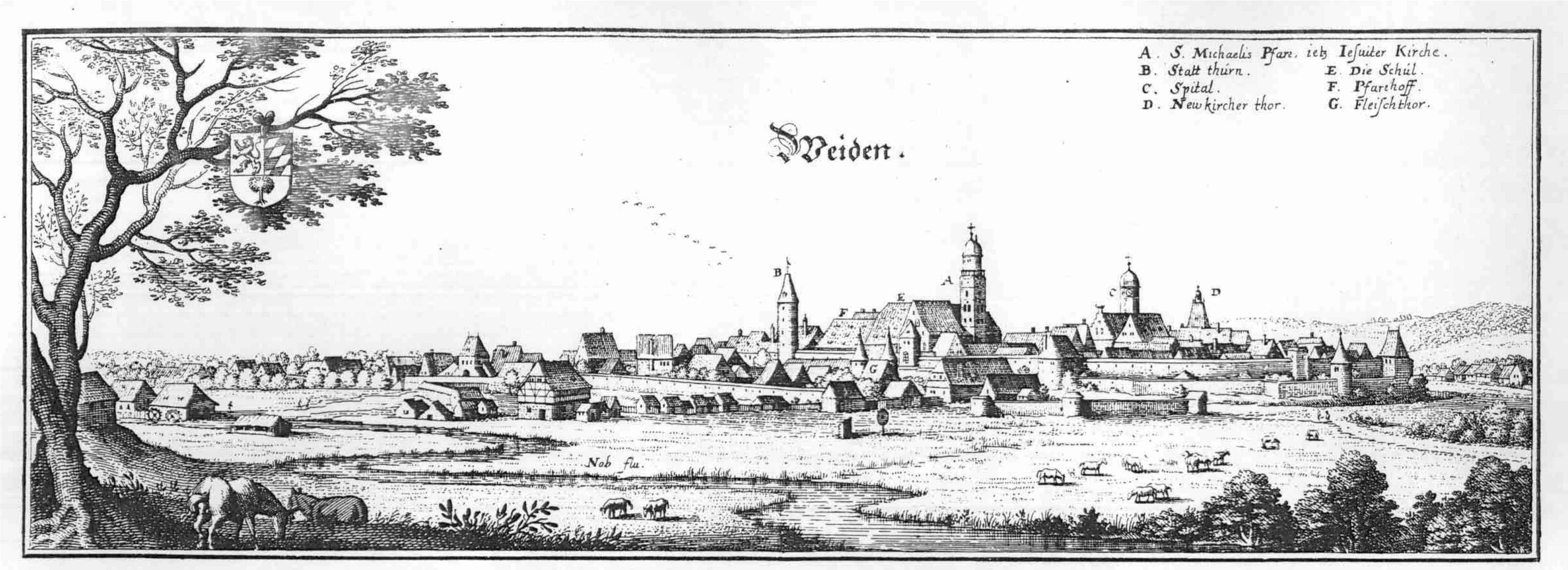
Alte Ansicht von Weiden (Merian)

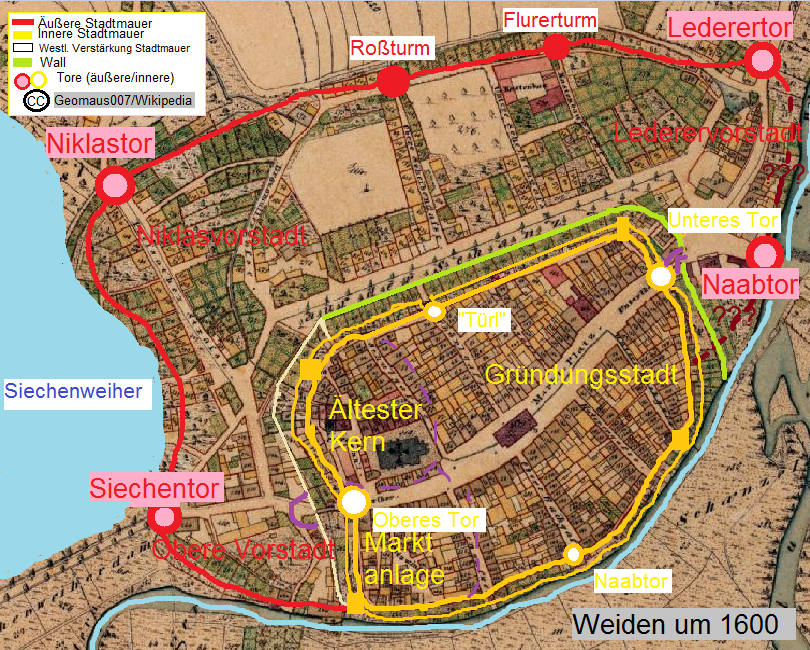
Stadtbefestigung um 1600

Die mittelalterliche Stadtbefestigung von Weiden wurde Ende des 13. Jahrhunderts zum Schutz der Stadt Weiden in der Oberpfalz errichtet. Im Jahr 1575 wurde diese mit einer äußeren Stadtmauer erweitert und im 17. Jahrhundert zu Schanzen umgebaut. Die Überreste der Stadtbefestigung stehen heute unter Denkmalschutz.

## Geschichte

### Frühmittelalterliche Befestigung
Der Zeitpunkt, an dem Weiden erstmals befestigt wurde, ist nicht bekannt. Wahrscheinlich wurde die Stadt anfangs mit einem mit Palisaden besetztem Wall befestigt. Ob es bei der alten Marktanlage oder erst bei der Gründungsstadt eine Befestigung gab, ist unbekannt.

### Mittelalterliche Stadtmauer (ab 1300)
Aus dem Jahr 1347 ist aus einer Urkunde von Karl IV überliefert, dass die Stadt Weiden befestigt werden soll. Spätestens zu diesem Zeitpunkt, als die Gründungsstadt schon 50 Jahre bestand, bekam Weiden seine erste Mauer. Anfangs war dies eine 1,8 Meter breite Mauer ohne Vorbauten. Diese hatte 4 Tore. Vermutlich durch die Hussitenkriege veranlasst, wurde diese Befestigung durch eine Zwingermauer verstärkt. Diese war kaum halb so hoch wie die große Stadtmauer. Nun entstanden an den vier Ecken der Stadt große Wehrtürme. Zwei davon dienten zusätzlich als Durchlauf für den Stadtbach. Zusammen mit den Toren entstanden daraus 8 Abschnitte. Zum weiteren Schutz der Stadt wurde im 15. Jahrhundert an der westlichen Seite der Stadt ein Graben gezogen, welcher wahrscheinlich mit Wasser gefüllt war. Dieses kam von der Naab und vom Stadtbach. An der nördlichen und östlichen Seite wurde ein Wall ausgeschüttet.
Vor dem Oberen Tor wurde ein Futtergraben ausgehoben, welcher mit einer Brücke überquert werden konnte. Zudem wurde eine polygonale Bastion errichtet, um mit einem Rondell den Eingang zu schützen.

### Äußere Stadtmauer (1575–1635)

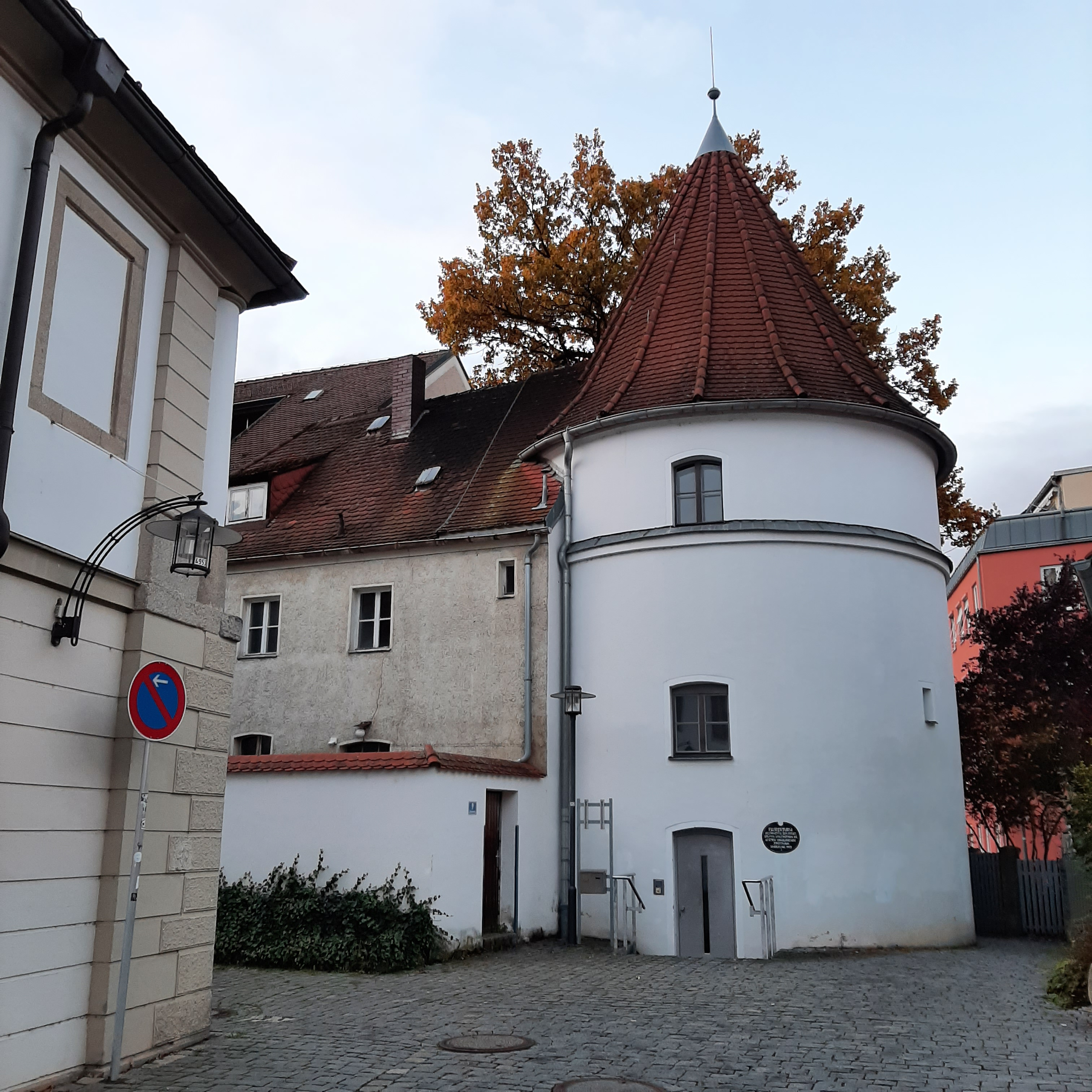
Der Flurerturm ist der letzte Überrest der äußeren Stadtmauer

Dem Bevölkerungswachstum der Stadt zufolge mussten nun auch Bewohner außerhalb der inneren Stadtmauer wohnen. Um diese zu schützen, wurde im Jahr 1575 die äußere Stadtmauer errichtet. Diese bestand aus 4 Toren und 2 weiteren Türmen. Dennoch war diese kriegstechnisch bereits beim Bau überholt, weshalb sie keinen großen Schutz brachte. Heutzutage ist lediglich noch der Flurerturm erhalten.

### Festung (17. Jahrhundert)
Im Dreißigjährigen Krieg, als Weiden 1634 von den Schweden eingenommen wurde, wurde Weiden 1634 zu einer Festung umgebaut. Damit deren Schusslinie nicht behindert wird, mussten die vorher angezündeten Vorstädte und das Spital zerstört werden. Außer im Süden der Stadt, in welchem die Waldnaab Schutz brachte, wurden an allen Seiten Schanzen errichtet. Durch die Pest, an welcher zwischen dem 17. August und dem 18. November 1800 Menschen starben, verzögerte sich der Bau. Im Winter 1634 wurden die Schanzen fertiggestellt.

## Verlauf

### Mittelalterliche Stadtmauer
Die mittelalterliche Gründungsstadt zeigt einen planmäßigen Grundriss auf. Dementsprechend verläuft die Stadtmauer auch in einem geplanten Verlauf. Während sie im Süden geschwungen parallel zur Weidener Terrasse verläuft, schneidet sie im Norden schnurgerade ab.

### Äußere Stadtmauer
Die äußere Stadtmauer zweigte in der Südwestecke von der inneren Stadtmauer ab. Nach einer langgestreckten Biegung erreichte sie das im Westen der Stadt gelegene Siechentor. Anschließend folgt die Stadtmauer dem Verlauf des Siechenweihers, welcher die Stadtmauer mehr nach Osten verlaufen lässt. Im Nordwesten trifft die Mauer aus das Niklastor. Danach kamen die ehemalige Braunmühle und der Roßturm nahe des Roßmarktes sowie der Flurerturm. Durch das darauf folgende Tor, das Lederertor, verlief die Goldene Straße in Richtung Neustadt an der Waldnaab. Von hier ging die Mauer noch bis zum Hainbach. Ob die Mauer nun parallel zur Waldnaab verlief oder hier aufhörte, ist fraglich. Einem Bild der Stadt Weiden von 1575 zufolge verlief die äußere Stadtmauer nun an der Waldnaab entlang zum Naabtor. An dieses schloss das Spital an und schließlich endete die äußere Stadtmauer in der inneren Stadtmauer.
Siechentor
Durch das Siechentor verlief die Goldene Straße nach Nürnberg.
Das Tor ist, wie der nahegelegene Weiher, nach dem Siechenhaus benannt, welches seit dem 15. Jahrhundert 400 Meter oberhalb des Tors stand. Mit der Errichtung der äußeren Stadtmauer im Jahr 1575 wurde auch das Siechentor errichtet. Das Siechentor war bewohnt und beherbergte den städtischen Zimmermann bis 1632 und danach den Müller. Nach 77 Jahren wurde das Siechentor im Jahr 1634 von den Schweden zerstört.
Niklastor
Die Nikolauskapelle, welche im Jahr 1556 vor dem Bau der äußeren Stadtmauer zerstört wurde, gab dem Tor seinen Namen. Die beim Abbruch der Kapelle freigewordenen Steine wurden beim Bau des Tores weiterverwendet. Die kleine Wohnung im Obergeschoss des Tores wurde von einem Zimmermann bewohnt. Vor dem Tor verlief der Niklasgraben, welcher vom Stadtbach abzweigte und die Braunmühle speiste. Deshalb befand sich eine kleine Zugbrücke vor dem Tor. Diese konnte mit einer Winde vom Tor aus bewegt werden. Die Stadtkammerrechnung aus dem Jahr 1635/36 berichtet, dass dieses eingerissen wurde. Heutzutage ist nichts mehr vom Niklastor zu erkennen.
Roßturm
Der Turm wurde erstmals in der Stadtkammerrechnung 1571/ 72 als Vorstadtturm beim Roßmarkt erwähnt. Dieser Rundturm war in die Vorstadtmauer eingegliedert und sah somit aus beiden Seiten im Halbrund heraus. Im Turm selbst waren zwei Wohnungen. Eine von diesen wurde ständig vom Flurer bewohnt. Wie alle anderen Türme, wurde auch dieser im Jahr 1634 eingerissen.
Flurerturm
Der anfangs Karlsturm genannte Flurerturm wurde im Jahr 1575 errichtet. Nachdem er im Jahr 1634 abgerissen wurde, wurde er im Jahr 1694 als einziger Turm wieder aufgebaut und ist heute der letzte Überrest der äußeren Stadtmauer.
Lederertor
Durch das Lederertor verlief die Goldene Straße nach Prag.
Bereits in der ersten Hälfte des 16. Jahrhunderts stand ein rechteckiger Ledererturm als Abschluss der Lederervorstadt. Somit war dies das älteste Bauwerk der äußeren Stadtbefestigung. In diesem war eine Wohnung, welche von einem Ziegelmeister bewohnt wurde. Mit dem Bau der äußeren Stadtmauer wurde dieser erweitert und von nun an als Lederertor bezeichnet. Im Dreißigjährigen Krieg drangen die Schweden 1634 durch das Lederertor in die Stadt ein, indem sie dieses gewaltsam aufbrachen. Im Jahr 1635 wurde auch das Lederertor abgerissen.
Naabtor
Das Naabtor wurde im Jahr 1556 erbaut. Das Tor stand unmittelbar an der Waldnaab. Von diesem aus führte eine Holzbrücke über die Waldnaab und weiter nach Floß. Ab dem Jahr 1619 musste wegen der Kriegslage des Dreißigjährigen Krieges das Fallgatter an Sonntagen während der Predigt runtergelassen werden. Im Jahr 1635 wurde das Tor abgerissen.

### Schanzen

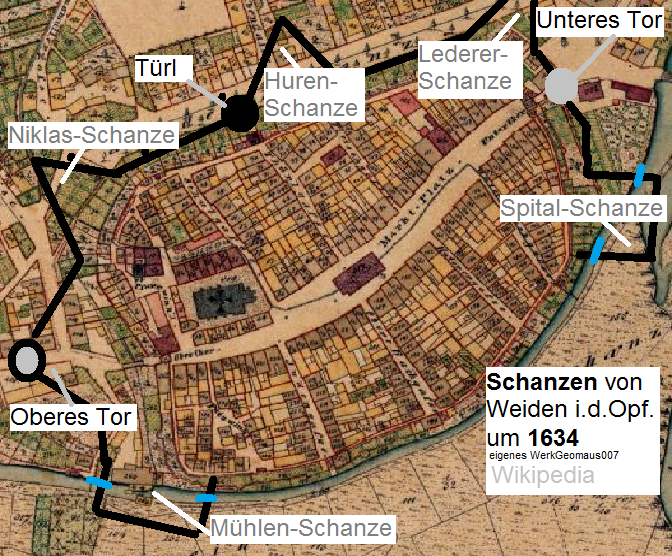
Schwedenschanzen

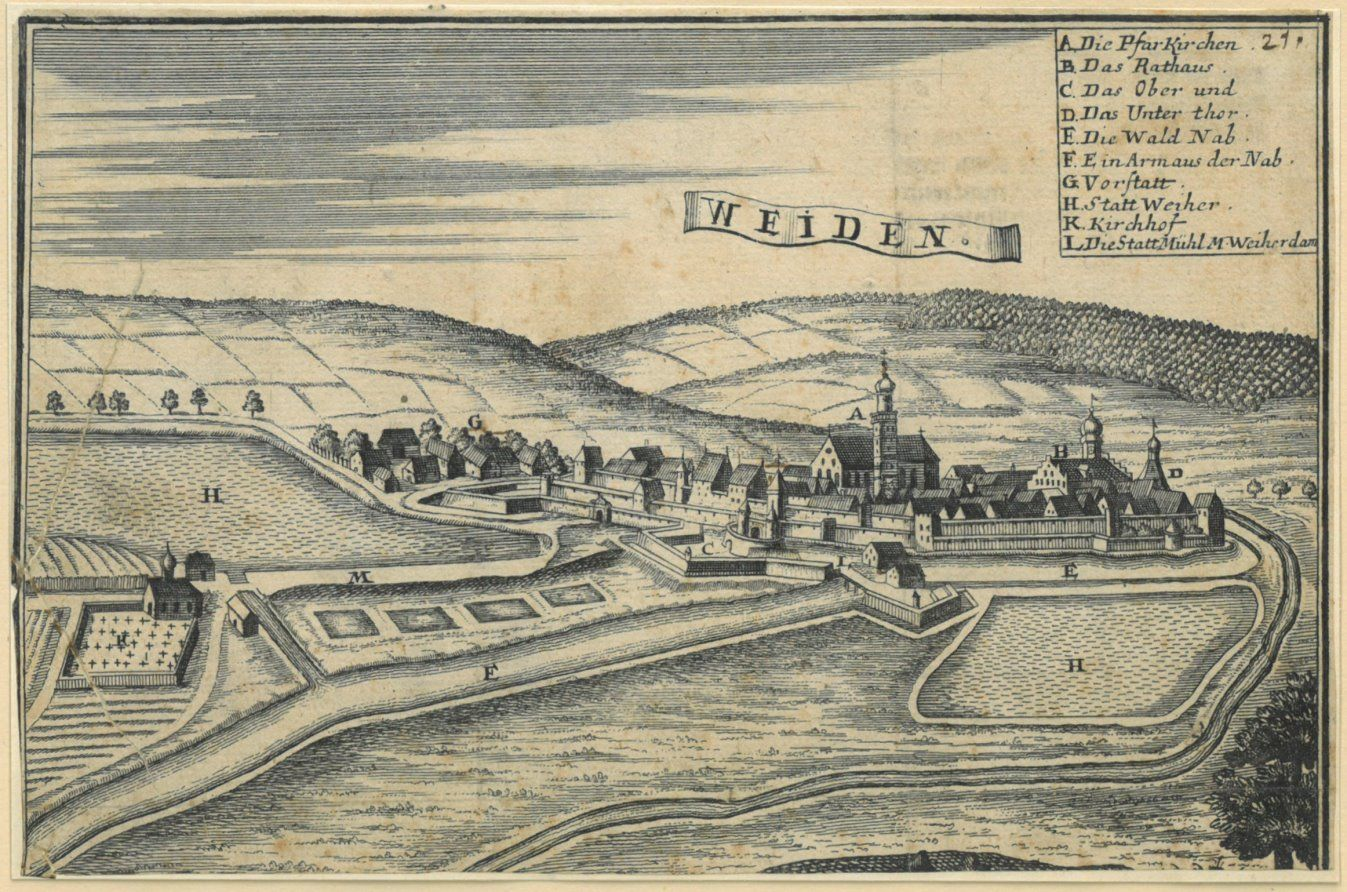

#### Schweden-Schanzen
Die Anlage bestand aus 3 großen Spitzschanzen im Norden und zwei Viereckschanzen an der Talseite.
Mühl-Schanze
Der Bau begann im Süden mit der Mühl-Schanze. Diese war eine Viereckschanze, welche zwei Durchlässe für die künstlich angelegte Waldnaab hatte. Dadurch konnte die Mühle, welche von 3 Seiten aus mit Schanzen umgeben war, in die Festung eingegliedert werden.
Niklas-Schanze
Die Schanze im Nordwesten der Stadt war eine Spitzschanze. Diese war, genau wie die zuvor abgerissene Niklasvorstadt, nach der Sankt-Niklas-Kapelle benannt.
Huren-Schanze
Diese Schanze war eine Spitzschanze im Norden der Stadt. Ihren Namen bekam sie, da sie aufgrund des Arbeitermangels der Pest fast vollständig von Frauen erbaut wurde. Im Westen von dieser war ein Torturm, der als drittes Stadttor der Stadt diente. Auf der Schanze war ein Wachhaus errichtet worden. Ein Denkmal auf der Krone der Schanze erinnerte noch länger an deren Existenz.
Lederer-Schanze
Die im Nordosten der Stadt gelegene Schanze war eine Spitzschanze. Sie war nach der Lederer-Vorstadt benannt. Diese bekam ihren Namen, weil dort viele Lederer lebten.
Spital-Schanze
Die Spitalschanze war eine Viereckschanze im Südosten der Stadt. Der Bau der Festung wurde mit dieser Schanze begonnen, da sie zum Schutz einer durch die Schweden im Dreißigjährigen Krieg entstandenen Lücke in der Stadtmauer diente. Außerdem hatte sie zwei Durchlässe, durch die die Waldnaab floss.
Mühlweiher
Im Süden der Stadt, in welcher keine Schanze gebaut wurde, entstand ein Mühlweiher. Dieser stellte somit den Schutz der Stadt im Süden dar. Deshalb wurde in diesem ein Wall ausgeschüttet, der den Weiher in zwei Teile spaltete und den direkten Zugang zur Stadtmauer erschwerte. Außerdem diente er dem Betrieb der Mühle, indem ein Ast der Waldnaab hier aufgestaut wurde.

#### Umgebaute Festung (1641)

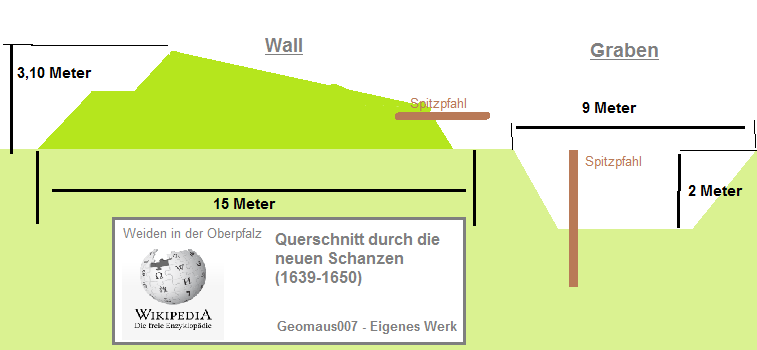
Querschnitt der neuen Schanzen

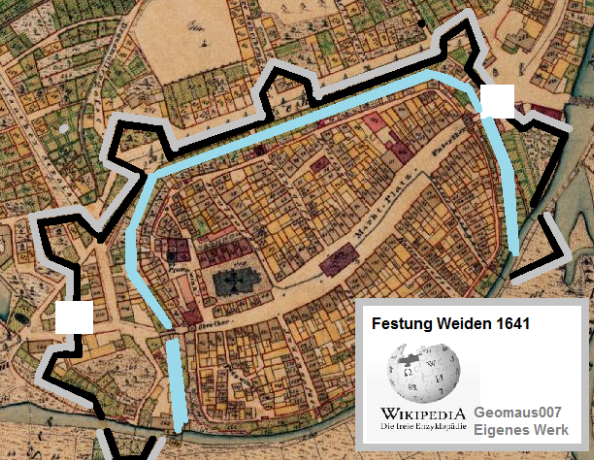
Umgebaute Festung

Als die Kaiserlichen die Schweden aus der Stadt vertrieben, wollten sie die Festung umbauen. Deshalb wurden im Jahr 1641 (wahrscheinlich bereits 1639) die unregelmäßigen Dreiecks- und Vierecksschanzen der Schweden abgerissen und durch Bastionen in gleichmäßigen Abständen ersetzt. Diese wurden im August 1644 fertiggestellt.

## Überreste

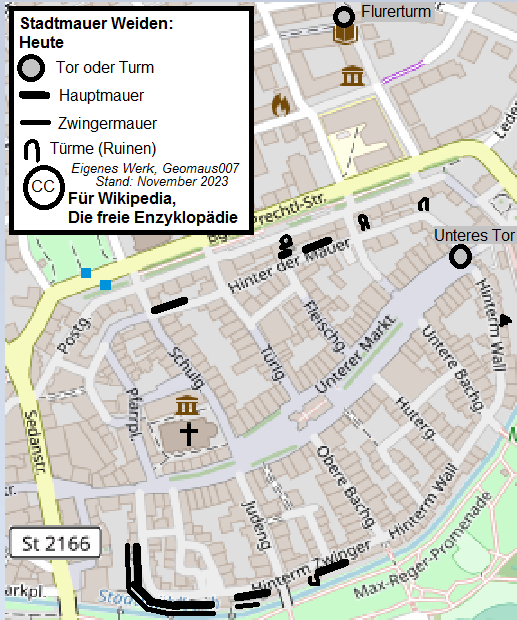
Heutiger Zustand

Von der mittelalterlichen Stadtmauer sind noch einige Abschnitte erhalten.

### Südwest-Ecke
Der mit Abstand größte Überrest befindet sich im südwestlichen Teil der Altstadt. Hier sind noch viele Formen der Stadtmauer erhalten. Neben der großen Stadtmauer, welche einen Wehrgang besitzt, sind noch die Zwingermauer sowie ein Batterieturm und zwei Schalentürme erhalten. Der erste Teil hat eine Länge von 98 Metern. Dieser wird im Süden von einem Haus unterbrochen. Direkt danach befinden sich weitere 34 Meter Stadtmauer. Etwa 50 Meter weiter ist am Ende der Gerbergasse noch ein 26 Meter langes Stück Stadtmauer. Insgesamt sind es:
- 158 Meter der großen Stadtmauer
  - davon 41 Meter Wehrgang
- 137 Meter Zwingermauer
- 15 Meter der äußeren Stadtmauer
- 1 Batterieturm
- 2 Schalentürme

### Wehrgang „Hinter der Schanz“
Im Nordwesten der Altstadt (nahe Josefskirche) befindet sich noch eine Mauer
- 33 Meter mit Wehrgang

Bruchsteinmauerwerk und Laufgang teilweise rekonstruiert

### Überrest „Hinter der Mauer“
Im Norden der Altstadt sind noch etwa 40 Meter Mauer erhalten geblieben. Diese bestehen aus:
- 32 Meter der großen Stadtmauer
- 8 Meter Zwingermauer
- Ein Schalenturm

Außerdem gibt es einen teilweise erhaltenen Schalenturm der Zwingermauer aus dem 15. Jahrhundert.

### Liste
| Lage                                                                                   | Objekt                                              | Beschreibung | Akten-Nr.      | Bild |
| -------------------------------------------------------------------------------------- | --------------------------------------------------- | --- | -------------- | --- |
| Hinter der Mauer; Scheibenstraße 9; Hinter der Mauer 9; Hinterm Wall 20 (Standort)     | Stadtbefestigung                                    | Stadtmauer, die Hauptmauer mit Laufgang sowie die vorgelagerte Zwingermauer in geringen Teilen erhalten, letztere wohl in der ersten Hälfte des 15. Jahrhunderts mit zusätzlichen Verteidigungselementen, ehemals mit neun Schalen- und vier Batterietürmen an den Ecken des Berings, errichtet | D-3-63-000-1   | weitere Bilder |
| Hinterm Zwinger 2 (Standort)                                                           | Oberes Tor                                          | 1911 in Anlehnung an den mittelalterlichen Vorgängerbau neu errichtet | D-3-63-000-34  | weitere Bilder |
| Unterer Markt 36 (Standort)                                                            | Unteres Tor                                         | Torturm 14. Jahrhundert, Dachaufbau zweite Hälfte des 17. Jahrhunderts; außen vorgeschoben ein Vortor; vgl. auch Ensemble Schlörplatz | D-3-63-000-140 | weitere Bilder |
| Zwischen Hinterm Zwinger 18 und 20 (gerade Nummern) (Standort)                         | Teil der Stadtmauer                                 | 14. Jahrhundert | D-3-63-000-37  | Teil der Stadtmauer |
| Bürgermeister-Prechtl-Straße 18 (auf dem rückwärtigen Teil des Grundstücks) (Standort) | Rest der Stadtmauer                                 | Zugehöriger Rest der Stadtmauer, 14. Jahrhundert, mit Laufgang, teilweise erneuert | D-3-63-000-1   | [[Vorlage:Bilderwunsch/code!/C:49.6766833,12.1621532!/D:Bürgermeister-Prechtl-Straße 18 (auf dem rückwärtigen Teil des Grundstücks), Rest der Stadtmauer!/\|BW]] |
| Hinter der Mauer (Standort)                                                            | Rest der Stadtmauer                                 | 14. Jahrhundert, und teilweise erhaltener Schalenturm der Zwingermauer, 15. Jahrhundert | D-3-63-000-1   | BW |
| Hinter der Mauer 9 (Standort)                                                          | Zugehöriger Schalenturm-Rest                        | 14./15. Jahrhundert | D-3-63-000-1   | BW |
| Hinter der Schanz 11 (Standort)                                                        | Rest der Stadtmauer                                 | 14. Jahrhundert, mit Laufgang, teilweise erneuert | D-3-63-000-1   | BW |
| Hinterm Wall 24 (Standort)                                                             | Schalenturm der Zwingermauer                        | 15. Jahrhundert, 1977 in Hotelneubau einbezogen | D-3-63-000-1   | BW |
| Scheibenstraße 9 (Standort)                                                            | Sogenannter Flurerturm                              | Rundturm mit Kegeldach, Rest der um 1575 erbauten Vorstadtmauer, 1694 erneuert. | D-3-63-000-1   | Sogenannter Flurerturm |
| Schulgasse (Standort)                                                                  | Rest der Stadtmauer                                 | 14. Jahrhundert, mit Laufgang; weitgehend Rekonstruktion | D-3-63-000-1   | BW |
| Zwischen Hinterm Zwinger 6 und 14 (gerade Nummern) (Standort)                          | Teil der Stadtmauer                                 | 14. Jahrhundert, mit Zwingermauer, 15. Jahrhundert | D-3-63-000-1   | BW |
| Zwischen Hinterm Zwinger 14 und 16 (gerade Nummern) (Standort)                         | Teil der Stadtmauer                                 | 14. Jahrhundert, mit Zwingermauer, 15. Jahrhundert | D-3-63-000-1   | BW |
| Pfarrplatz 1 (rückwärtig) (Standort)                                                   | Rest der Stadtmauer                                 | 14. Jahrhundert | D-3-63-000-1   | [[Vorlage:Bilderwunsch/code!/C:49.67533,12.1614!/D:Pfarrplatz 1 (rückwärtig), Rest der Stadtmauer!/\|BW]]                                                        |
| Pfarrplatz 3 (Standort)                                                                | Reste der Stadtmauer und des sogenannten Faulturmes | 13./14. Jahrhundert | D-3-63-000-1   | BW |

## Galerie

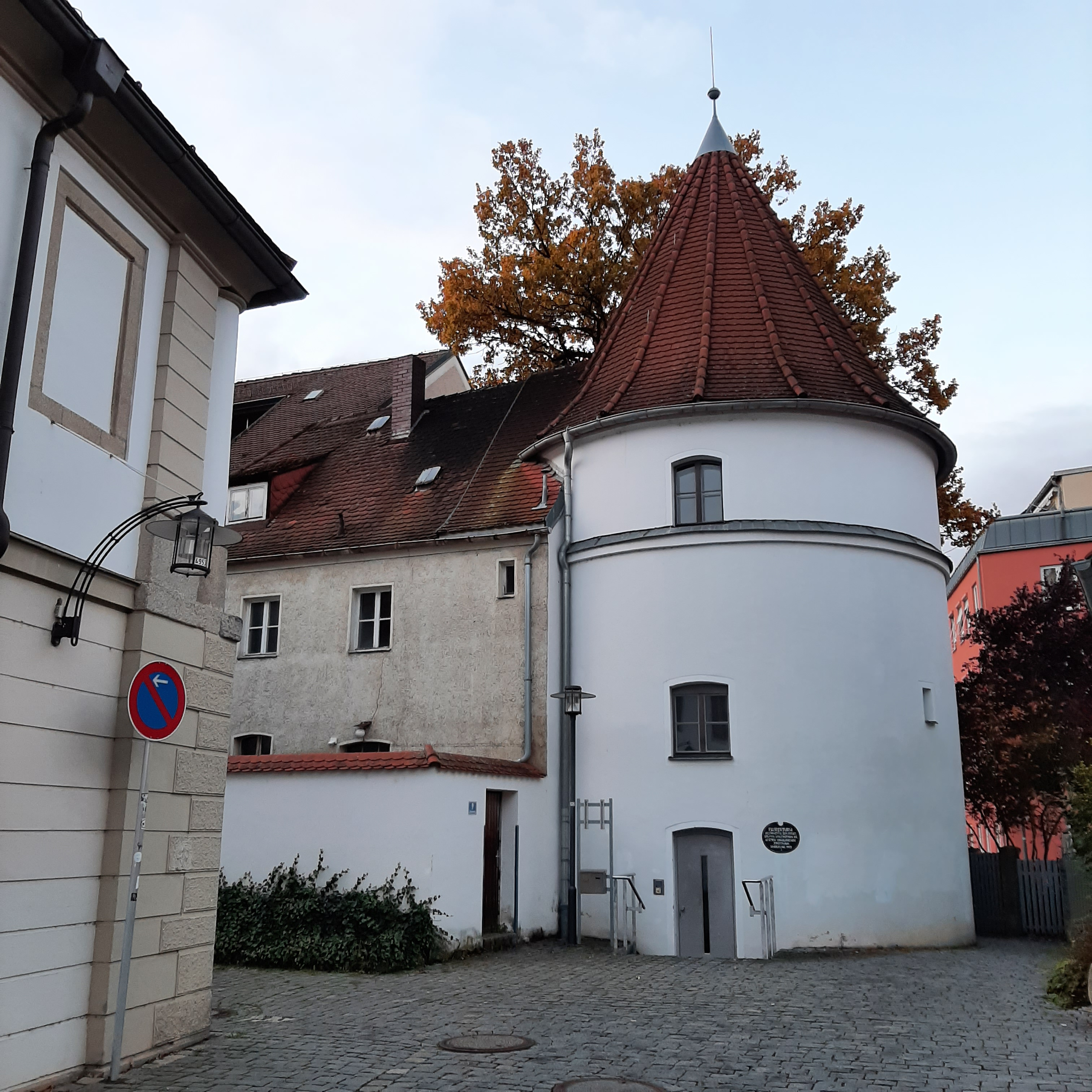
Flurerturm (Lage)
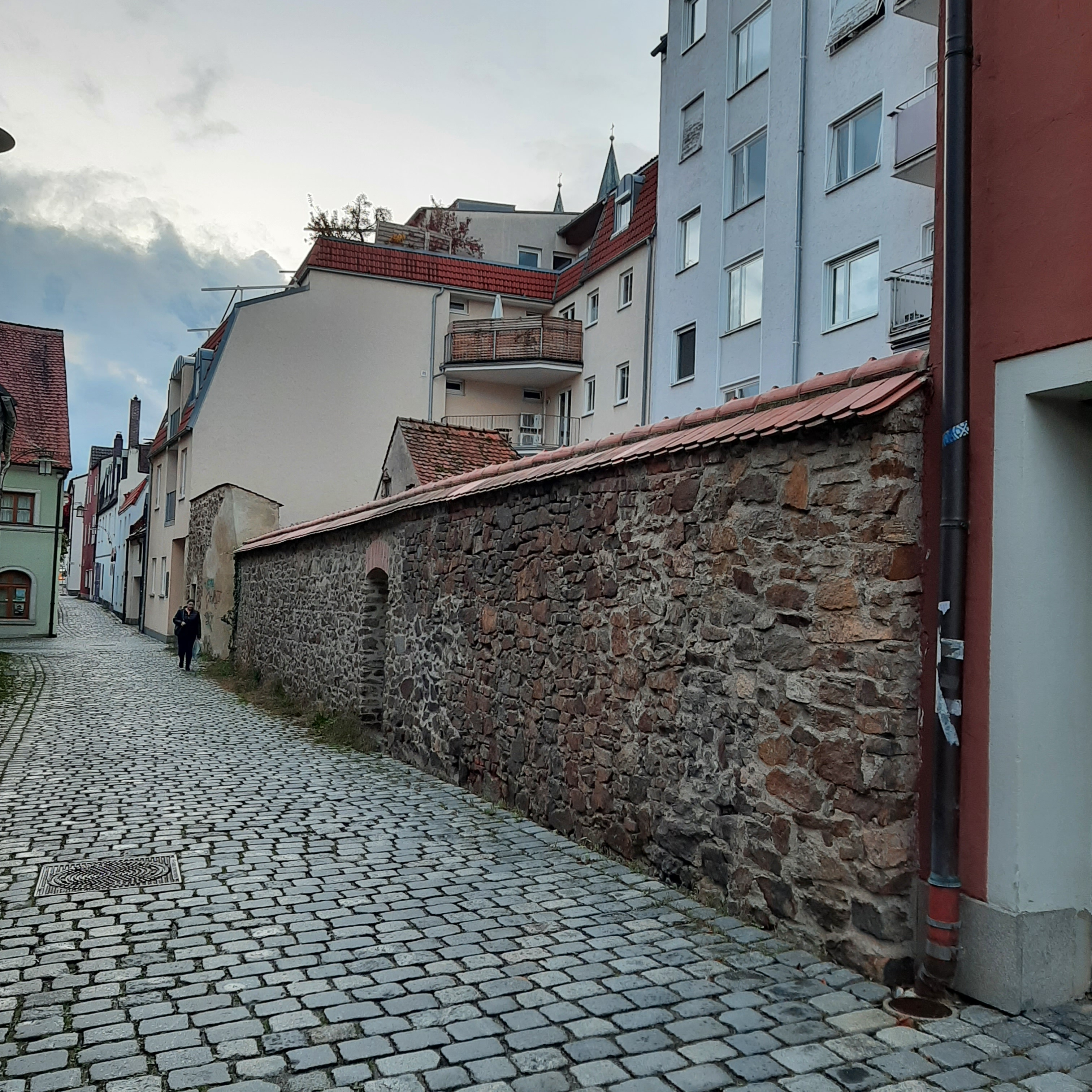
Hinter der Mauer (Lage)
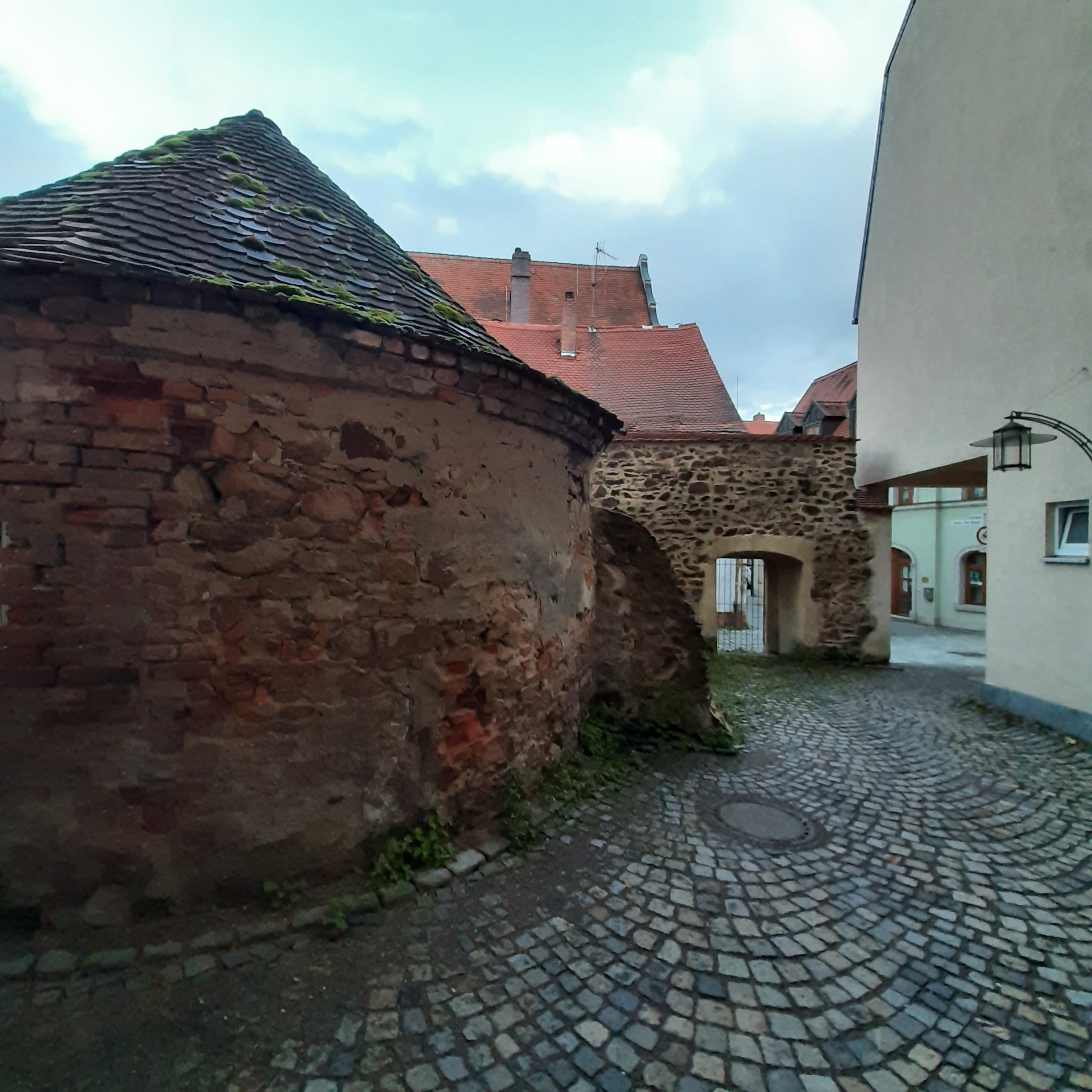
Hinter der Mauer (Lage)
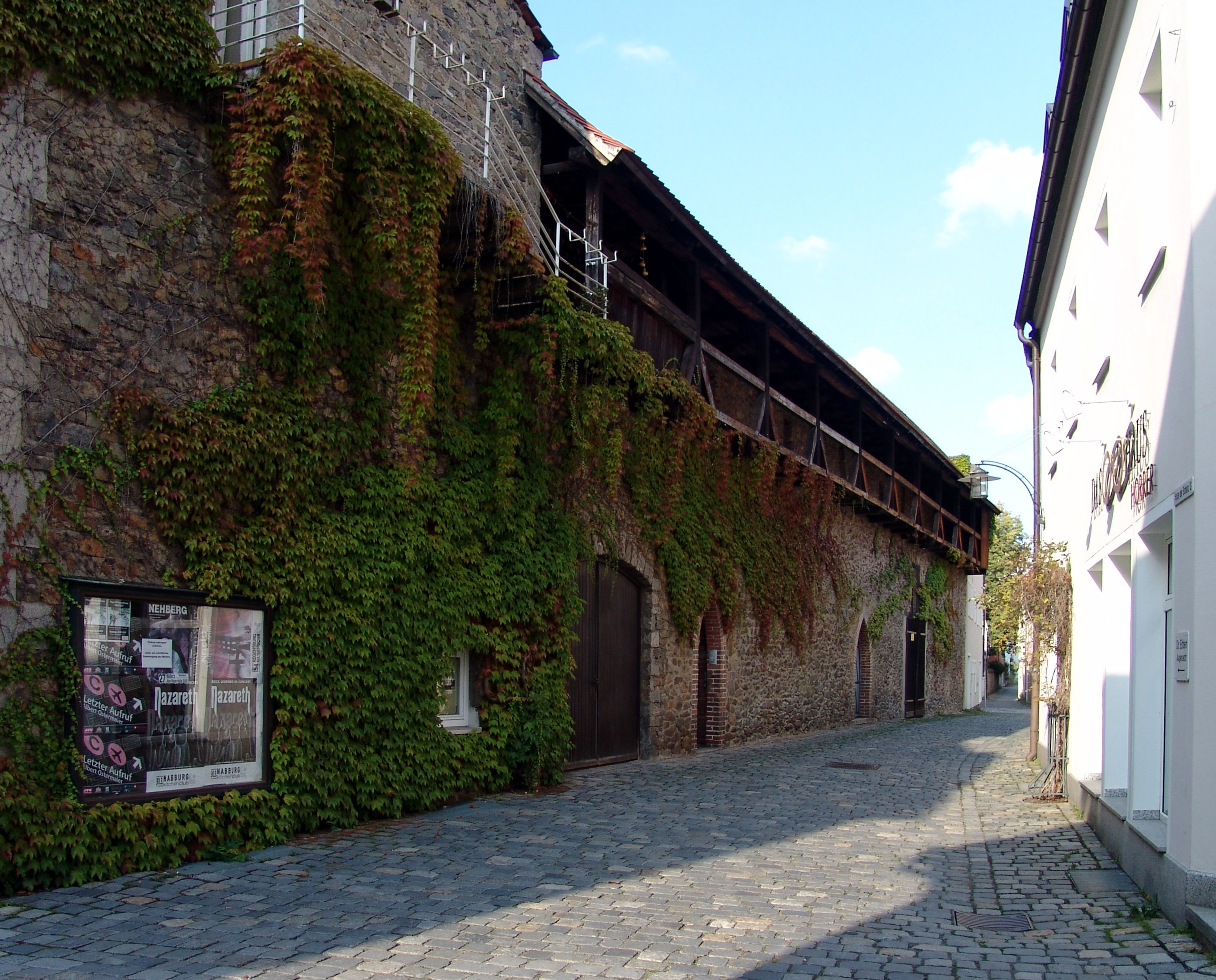
Hinter der Schanz(Lage)
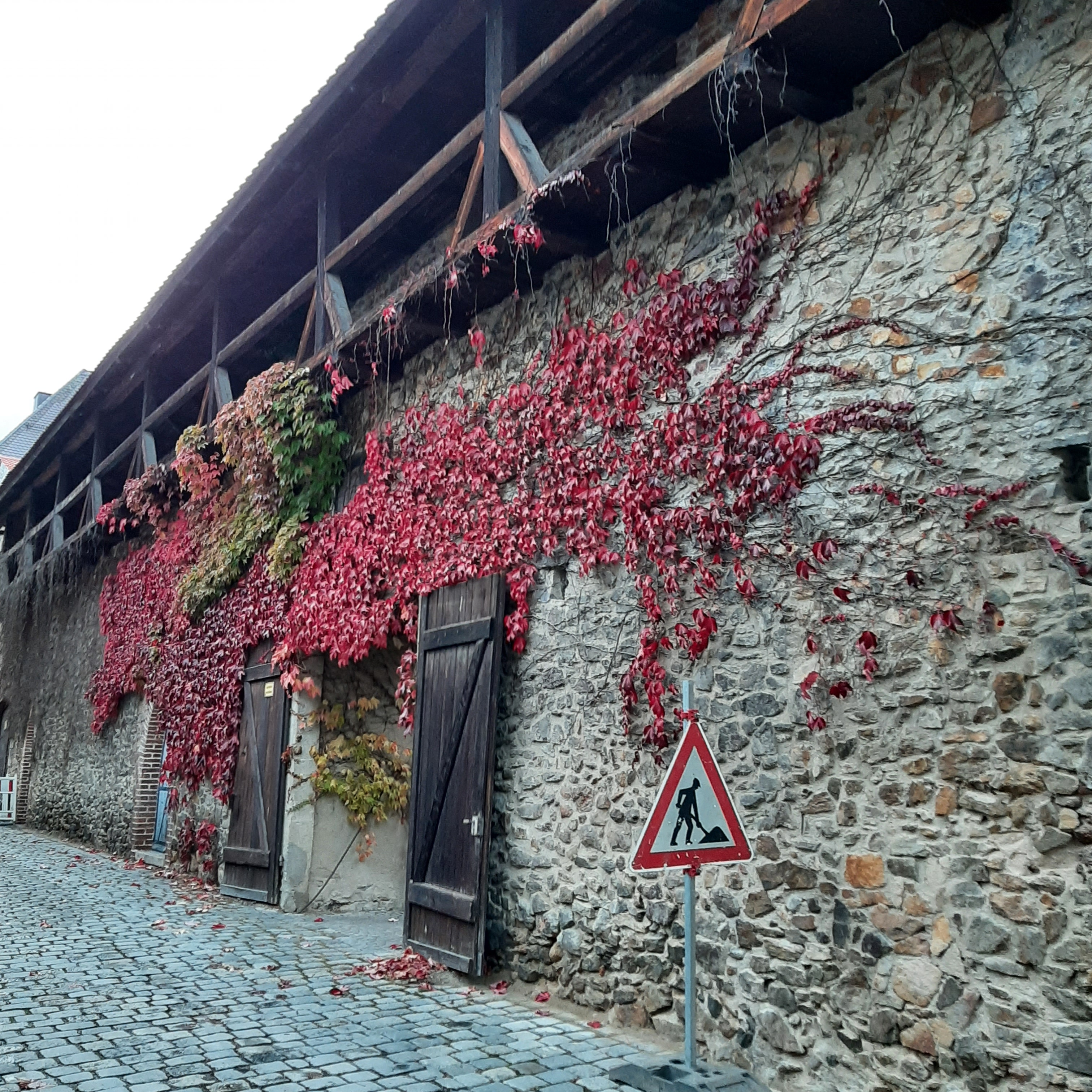
Hinter der Schanz(Lage)
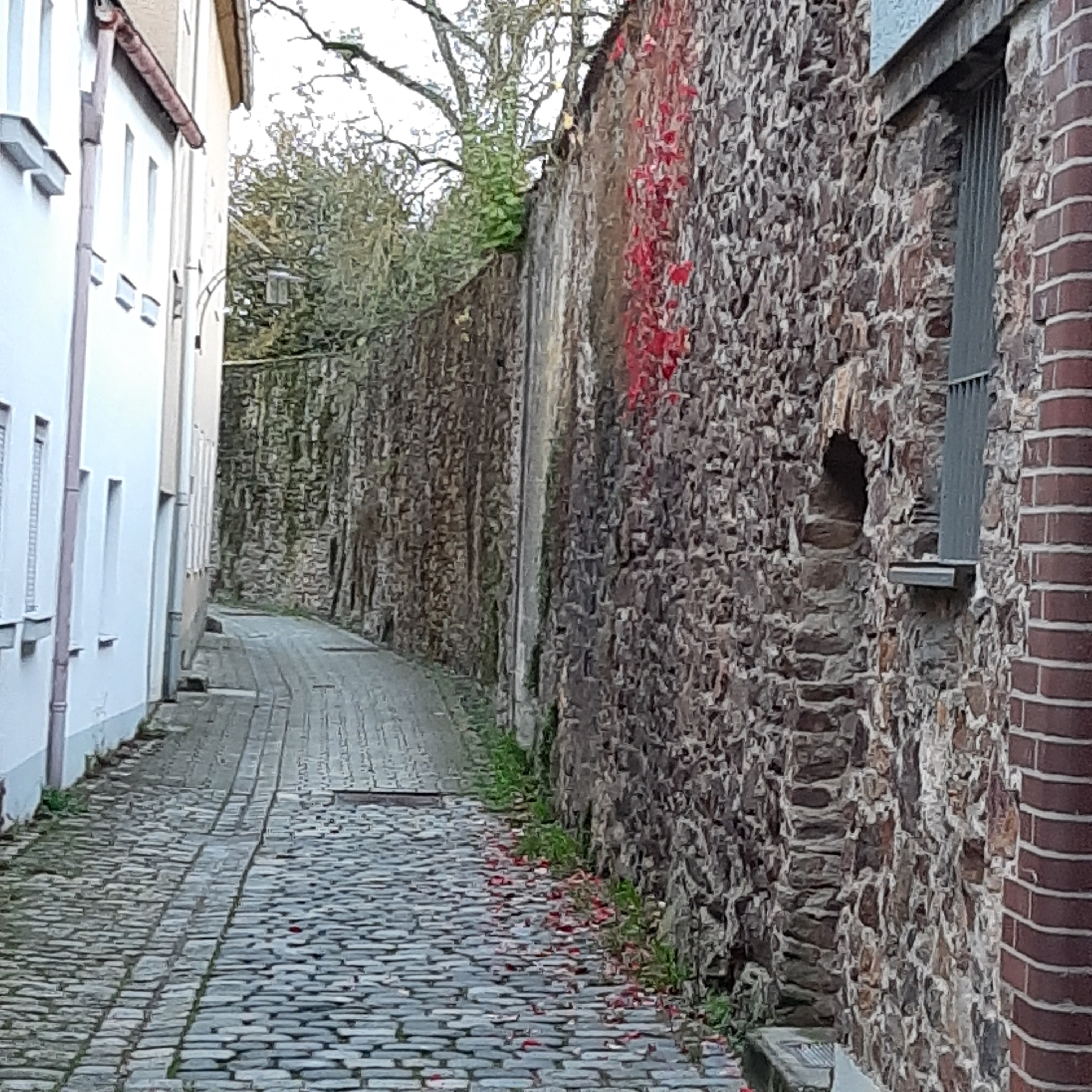
Hinterm Zwinger 6(Lage)
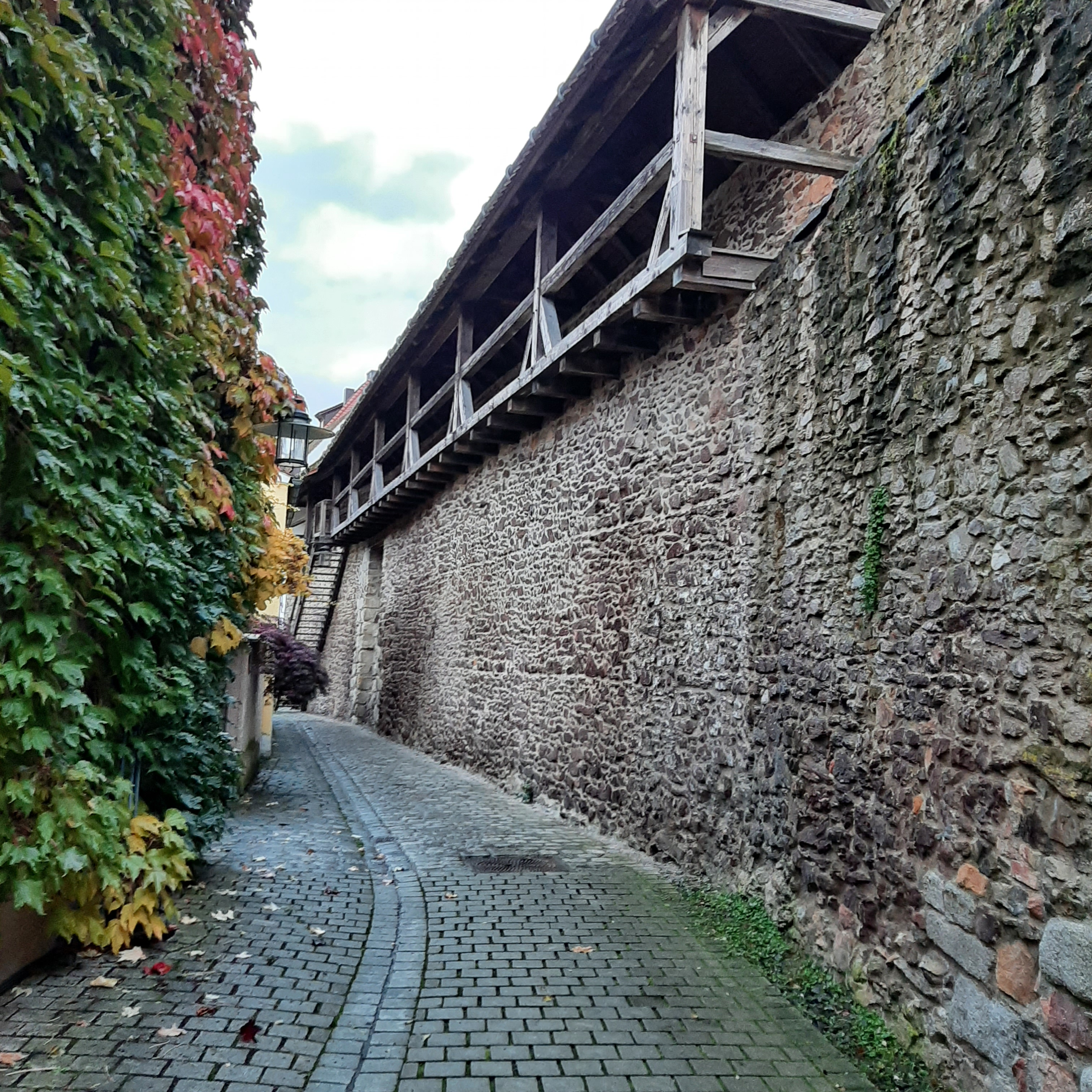
Hinterm Zwinger 11(Lage)
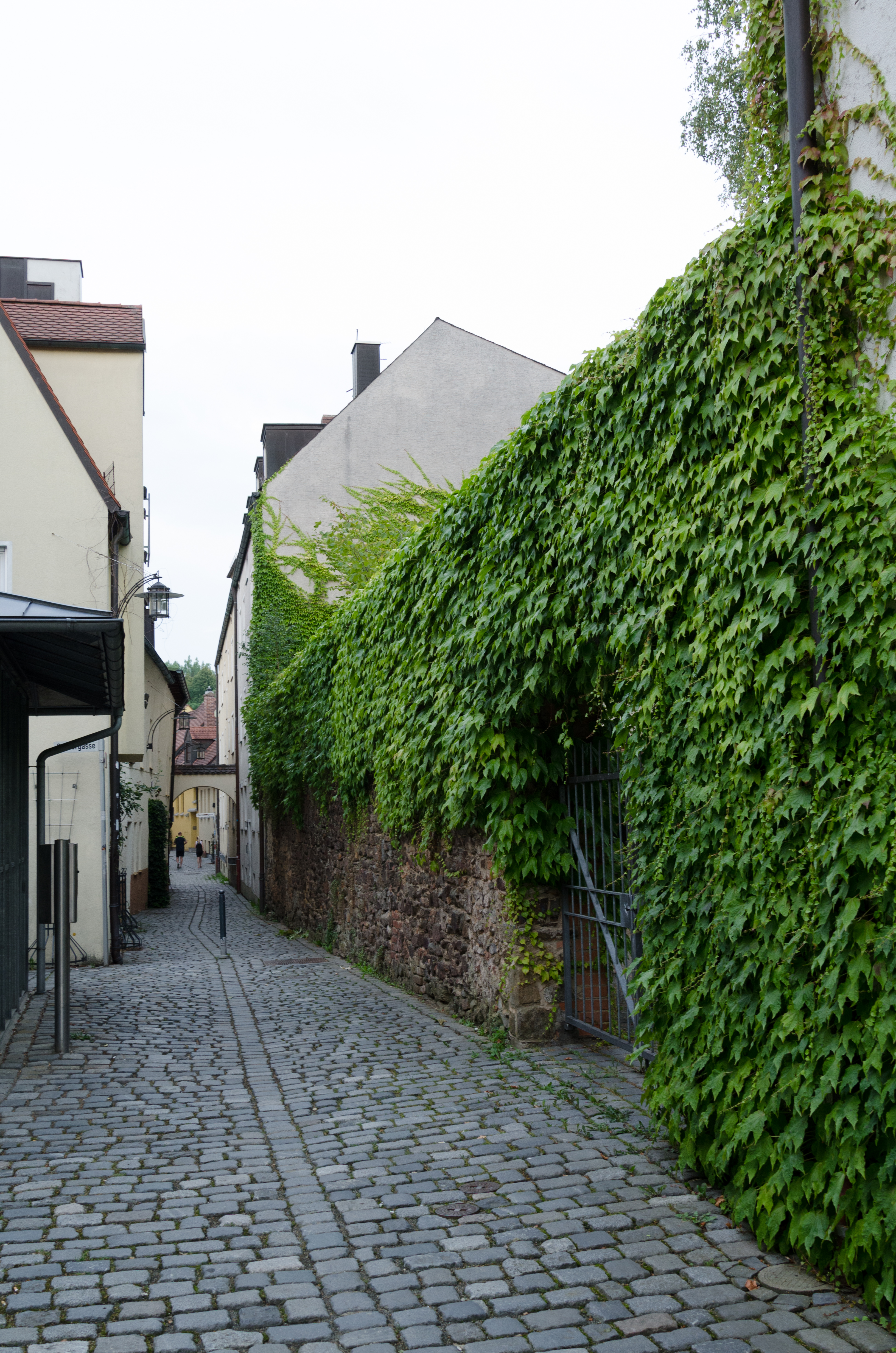
Hinterm Zwinger 9(Lage)